# Podmoky (kraj Wysoczyna)
Podmoky – wieś i gmina w Czechach, w powiecie Havlíčkův Brod, w kraju Wysoczyna. 1 stycznia 2014 liczyła 119 mieszkańców.